# Circuito Mundial de Voleibol de Praia de 1990
O Circuito Mundial de Voleibol de Praia de 1990 foi a quarta edição das séries internacionais de vôlei de praia organizadas pela Federação Internacional de Voleibol (FIVB). Para a edição 1990, o Circuito incluiu 4 torneios Open apenas para o naipe masculino.

## Calendário

### Feminino
| Torneio                    | Ouro | Prata | Bronze | Quarto lugar |
| Não houve disputa em 1990. |      |       |        |              |

### Masculino
| Torneio                                                                          | Ouro                                       | Prata                                      | Bronze                                  | Quarto lugar                                    |
| Aberto do Rio de Janeiro Rio de Janeiro, Brasil De 13 a 18 de fevereiro de 1990. | Estados UnidosSinjin Smith · Randy Stoklos | Estados UnidosMichael Dodd · Tim Hovland   | BrasilRoberto Lopes · Franco Neto       | BrasilAndré Lima · Guilherme Marques            |
| Aberto de Sète Sète, França De 27 a 29 de junho de 1990.                         | BrasilAndré Lima · Guilherme Marques       | Estados UnidosJohn Eddo · Sean Fallowfield | BrasilRoberto Lopes · Franco Neto       | FrançaJean-Philippe Jodard · Christian Penigaud |
| Aberto de Lignano Lignano Sabbiadoro, Itália De 1 a 5 de agosto de 1990.         | Estados UnidosTim Hovland · Kent Steffes   | Estados UnidosJohn Eddo · Sean Fallowfield | BrasilEduardo Garrido · Roberto Moreira | ItáliaDio Lequaglie · Marco Solustri            |
| Aberto de Enoshima Enoshima, Japão De 9 a 11 de agosto de 1990.                  | Estados UnidosLeif Hanson · Eric Wurts     | Estados UnidosAl Janc · Tim Walmer         | ItáliaDio Lequaglie · Marco Solustri    | FrançaPhilippe Blain · Alain Fabiani            |

## Quadro de medalhas
| Ordem | País           | Medalha de ouro | Medalha de prata | Medalha de bronze | Total |
| ----- | -------------- | --------------- | ---------------- | ----------------- | ----- |
| 1.    | Estados Unidos | 3               | 4                | 0                 | 7     |
| 2.    | Brasil         | 1               | 0                | 3                 | 4     |
| 3.    | Itália         | 0               | 0                | 1                 | 1     |